# Jens Hegeler
Jens Hegeler (* 22. Januar 1988 in Köln) ist ein ehemaliger deutscher Fußballspieler, der unter anderem in der Fußball-Bundesliga für Bayer 04 Leverkusen, den 1. FC Nürnberg und Hertha BSC auflief.

## Karriere

### Vereine
Der Abwehr- und Mittelfeldspieler spielte zu Beginn seiner Laufbahn in den Jugendmannschaften des SV Westhoven, der SpVgg Porz, der Jugendabteilung des 1. FC Köln, den Jugendmannschaften von PSI Yurdumspor Köln und des VfL Leverkusen, ehe er sich 2006 Bayer 04 Leverkusen anschloss. Dort spielte er seit seinem Debüt am letzten Spieltag der Saison 2006/07 hauptsächlich für die Regionalligamannschaft des Vereins. Unter Trainer Michael Skibbe kam er am 10. Mai 2008 (33. Spieltag), beim 2:1-Sieg im Auswärtsspiel gegen Hansa Rostock, zu seinem Bundesligadebüt, als er für den verletzten Lukas Sinkiewicz in der 50. Spielminute eingewechselt wurde. Sein Debüt dauerte jedoch nur 33 Minuten, ehe er kurz vor Spielende mit der Gelb-Roten Karte des Feldes verwiesen wurde.
In der Rückrunde der Saison 2008/09 wurde Hegeler, um Spielpraxis zu sammeln, für anderthalb Jahre an den Zweitligisten FC Augsburg verliehen. Am 2. Mai 2010 (33. Spieltag) sorgte er mit seinem ersten Tor für den FC Augsburg nicht nur für den 1:0-Sieg im Heimspiel gegen den TSV 1860 München, sondern sicherte seiner Mannschaft den Relegationsplatz um den Aufstieg in die Bundesliga.
Nach Ablauf der Leihfrist kehrte Hegeler nur kurz nach Leverkusen zurück, ehe er am 13. Juli 2010 für zwei Jahre vom Ligakonkurrenten 1. FC Nürnberg ausgeliehen wurde. Gleich am ersten Spieltag, am 21. August 2010, erzielte er beim 1:1-Unentschieden im Auswärtsspiel gegen Borussia Mönchengladbach sein erstes Tor für den Club und gehörte über die ganze Saison 2010/11 zu den zuverlässigsten Spielern des Teams. Er war einer von drei Spielern, die in dieser Spielzeit in allen 34 Liga- und den vier Pokalbegegnungen eingesetzt wurden. Zur Saison 2012/13 kehrte er nach Leverkusen zurück.
Sein Debüt in der Champions League krönte Hegeler am 2. Oktober 2013 im 2. Gruppenspiel gegen Real Sociedad mit dem 2:1-Siegtreffer per Freistoß in der 90. Minute – fünf Minuten nach seiner Einwechslung für Sidney Sam.
Am 8. Mai 2014 wurde bekannt gegeben, dass er in der Saison 2014/15 bei Hertha BSC spielen wird.
Im Januar 2017 wechselte Hegeler zu Bristol City. Erstmals zum Einsatz für seinen neuen Verein kam Hegeler drei Tage nach seiner Verpflichtung gegen Fleetwood Town im FA Cup. Sein Debüt in der Liga gab er bei den Rotkehlchen  am 14. Januar 2017 bei der 2:3-Heimniederlage gegen Cardiff City. Nachdem er in der Saison 2018/19 nicht zum Einsatz gekommen war, löste er im Dezember 2018 seinen Vertrag in Bristol auf. Hegeler wolle sich zukünftig auf die Vermarktung der Analysemethode Packing konzentrieren, zu diesem Zweck hat er zusammen mit Stefan Reinartz die Firma „Impect GmbH“ gegründet.

### Nationalmannschaft
Am 11. August 2009 debütierte er für die U-21-Nationalmannschaft bei der 1:3-Niederlage gegen die Auswahl der Türkei – im Rahmen des Turniers um den Lobanovskiy-Pokal in der Ukraine – mit Einwechslung für Nils Petersen in der 59. Minute. 

## Erfolge
- Deutscher A-Junioren-Meister 2007

## Sonstiges
Mit der Bundeswehr-Nationalmannschaft nahm er an den vom 14. bis 21. Oktober 2007 in Hyderabad (Indien) ausgetragenen 4. CISM-Militärweltspielen teil. Das Fußballturnier war für ihn und seine Mannschaft nach dem 1:1-Unentschieden gegen Kamerun und der 1:3-Niederlage gegen Nordkorea bereits nach der Vorrunde beendet.